# Kabaty
Kabaty (nome ufficiale: A1 Kabaty) è una stazione della linea M1 della metropolitana di Varsavia. È stata inaugurata nel 1995.